# Panawat Jantasila
Panawat Jantasila (thailändisch ปณวัฒน์ จันทะสีลา, * 24. Februar 2000 in Mancha Khiri), auch als Bobby bekannt, ist ein thailändischer Fußballspieler.

## Karriere
Panawat Jantasila stand bis Ende 2021 beim Rayong FC unter Vertrag. Der Verein aus Rayong spielte in der zweiten thailändischen Liga, der Thai League 2. Für Rayong bestritt er vier Zweitligaspiele. Im Dezember 2021 wechselte er zum Drittligisten Mahasarakham FC. Mit dem Verein aus Maha Sarakham spielte er in der North/Eastern Region der Liga. Ende Dezember 2022 wechselte er bis Saisonende zum ebenfalls in der North/Eastern Region spielenden Yasothon FC. Zu Beginn der Saison 2023/24 nahm ihn Anfang Juli 2023 der Erstligist Khon Kaen United FC unter Vertrag. Hier kam er jedoch bis Jahresende nicht zum Einsatz. Im Januar 2024 verließ er den Verein aus Khon Kaen und schloss sich dem Drittligisten Pattani FC an. Mit dem Klub aus Pattani spielte er neunmal in der Southern Region der Liga. Hierbei gelang ihm ein Treffer. Im Sommer 2024 wechselte er zum North Bangkok University FC in die Central Region. Nach einem Ligaspiel wechselte er Anfang Januar 2025 in die zweite Liga. Hier schloss er sich in Lampang dem Lampang FC an.